# Fotoness
Fotoness – polski zespół rockowy.

## Historia
Zespół powstał pod koniec 1986 w Warszawie, założony przez wokalistę i gitarzystę Tomasza Lipińskiego (znanego z zespołów Tilt i Brygada Kryzys), basistę Marcina Ciempiela (znanego z występów w zespole Oddział Zamknięty) oraz perkusistę Jarosława Szlagowskiego (znanego z występów w zespołach Oddział Zamknięty i Lady Pank). Debiut grupy miał miejsce na początku 1987 w warszawskim klubie „Riviera–Remont”. Później muzycy wzięli udział m.in. w festiwalu w Jarocinie oraz festiwalu „Poza Kontrolą”.
W tym okresie zespół nagrał swój jedyny album When I Die z gościnnym udziałem gitarzysty Jana Borysewicza, który ukazał się w następnym roku. Na początku 1988 do Fotoness dołączył kolejny były członek Oddziału Zamkniętego Krzysztof Zawadka. Niewiele później Tomasz Lipiński reaktywował Tilt, czym położył kres działalności Fotoness.
Po rozpadzie Fotoness Ciempiel rozpoczął współpracę z Apteką, natomiast Szlagowski powrócił do Lady Pank. Dyskografię zespołu uzupełnia piosenka „Foto” umieszczona w 1988 na albumie kompilacyjnym różnych wykonawców Radio nieprzemakalnych.
Zespół reaktywował się tylko raz w 1990 podczas koncertu w warszawskim klubie „Remont” z okazji dziesięciolecia Tiltu.

## Muzycy
- Tomasz Lipiński – śpiew, gitara (1986–1988)
- Marcin Ciempiel – gitara basowa (1986–1988)
- Jarosław Szlagowski – perkusja (1986–1988)
- Krzysztof Zawadka – gitara (1988)

## Dyskografia

### Albumy studyjne
- When I Die (1988)

### Kompilacje różnych wykonawców
- Radio nieprzemakalnych (1988) – utwór: „Foto”